# Flamenco-Metronom
Ein Flamenco-Metronom ist eine spezielle Ausführung eines Metronoms und soll als Hilfsmittel zum Studieren von Flamenco-Rhythmen (spanisch compás flamenco) dienen. Es gibt verschiedene Ausführungen als freie oder proprietäre Software, neuerdings auch für Smartphone, oder als Hardware, die an einen Computer angeschlossen und programmiert werden kann.
Die akustische und visuelle Vermittlung von Rhythmen der verschiedenen Flamencoformen (Palos) anhand eines als „Flamenco-Uhr“ (spanisch reloj flamenco) bezeichneten mnemotechnischen Konzepts soll dazu beitragen, die teilweise komplexen Taktarten des Flamenco verinnerlichen zu können.
Neben den meist auch in den modernen Standard-Metronomen enthaltenen Möglichkeiten, wie das stufenloses Verstellen des Tempos, Auswahl verschiedener Klänge für den Metronom-Klick, unterschiedliche Lautstärke für die betonten und unbetonten Taktteile, verfügen Flamenco-Metronome oftmals noch über einige Besonderheiten, z. B. die Auswahl flamencotypischer Perkussionsklänge, wie Palmas, Cajones, Djembés, Darbukas, Panderos und unterschiedliche Zapateados.